# South Sudan Liberation Movement
|  | Aquest article tracta sobre el moviment polític de finals del s. XX i principis del XXI. Si cerqueu el moviment d'alliberament actiu del 1971 al 1972 dirigit per Joseph Lago, vegeu «Moviment d'Alliberament del Sud del Sudan». |

South Sudan Liberation Movement (SSLM) o Moviment d'Alliberament del Sudan del Sud (MASS), de base nuer, anuak i murle, sorgida vers 1995 com a oposició a John Garang i Riek Machar i pretenent restaurar l'esperit de l'Anya-Anya I, format com a milícia. El 1999 va esdevenir Upper Nile Provisional Military Command Council (UMCC) i el gener del 2000 al Gran Nil Superior fou fundat formalment amb el seu nom actual; estava dirigit per l'americà Michael Wal Duany, professor de ciències polítiques a Indiana (que va dimitir el 30 de setembre del 2004) i amb Timothy Taban, com a comandant militar i Gabriel Yoal Doc com a lloctinent. La seva branca armada és l'Exèrcit d'Alliberament del Sudan del Sud (SSLA). El SSLM va capturar Aboko només amb forces locals i va fer aliança amb un grup de milicians dirigits per Tuat Wath Pal, un antic oficial comunista etíop. No va entrar a l'acord del 1997 però finalment va signar l'acord amb el govern sudanès el juliol del 2002. Des de llavors, encara que fora de la South Sudan Defence Forces, hi col·labora estretament.